# Hydro A
Hydro A er en dansk dokumentarisk optagelse fra 1917.

## Handling
Rjukan i Telemarken i det sydlige Norge er bygget op omkring den 107 m høje Rjukanfoss, hvor Norsk Hydro byggede vandkraftanlæggene Vemork og Såheim til produktion af ammoniak til kunstgødning (norgessalpeter). Byen, der pga. den smalle dal er meget langstrakt, voksede kraftigt og havde i 1920'erne over 8.000 indbyggere. Siden er en stor del af produktionen flyttet til industriområdet Herøya ved Porsgrunn. Vandkraftanlæggene indgår i verdensarvstedet Rjukan-Notodden industriarv.
Optagelserne viser, foruden vandkraftanlæggene, hvordan der er bygget by op deromkring, store huse, tennis- og fodboldbaner. Man ser også brandvæsenet udrykke samt generelle optagelser af naturen.